# آندرش سونسون
آندرش سونسون (سوئدی: Anders Gunnar Svensson زادهٔ ۱۷ ژوئیهٔ ۱۹۷۶) بازیکن فوتبال سوئدی است.

## تیم ملی
وی برای تیم ملی فوتبال سوئد ۱۳۵ بازی انجام داده و ۱۸ گل به ثمر رسانده‌است. پست تخصصی این بازیکن نیز، هافبک است.